# Lego Bionicle
LEGO BIONICLE, também denominado como BIONICLE: The Game ou simplesmente BIONICLE, é um jogo de computador lançado em 2003. Foi produzido pela EA Games e a Argonaut Games e distribuído pela LEGO Software para as plataformas PC, PlayStation 2, Xbox, Game Cube e Game Boy Advanced.
O jogo é inspirado no filme "BIONICLE: Mask of Light" e em outras partes do arco da história BIONICLE, mas não segue o enredo do filme.

## Enredo
Ambientado na ilha de Mata Nui, personificando um dos seis diferentes heróis (os Toa), o objetivo do jogo é acabar com os planos sinistros do maléfico Makuta, encontrar o sétimo Toa e elevar os seus poderes para Toa Nuva. A ilha está dividida em seis diferentes regiões, cada uma com características distintas, como montanhas, lagos, florestas e até vulcões, que podem se tornar armadilhas perigosas.
Além das habilidades normais dos Toa - surfar, correr e fazer snowboarding - os jogadores poderão aumentar os seus poderes durante o jogo, com alguns "power-ups" espalhados pelos cenários.

## Características
- Faixa etária: 7+
- Número máximo de jogadores: 1
- Jogável em rede: Não
- Gênero: Ação / Aventura
- Desenvolvedor: Argonaut Games PLC.
- Editor: LEGO Software